# Gąbki pospolite
Gąbki pospolite, gąbki zwyczajne, gąbki różnoszkieletowe, gąbki niewapienne (Demospongiae) – gromada gąbek obejmująca większość obecnie żyjących przedstawicieli tej gromady. Zasiedlają wszystkie wody oceaniczne i słodkowodne Ziemi. Występują w różnorodnych środowiskach na wszystkich głębokościach, jednak najczęściej w strefach płytkich. Prowadzą na ogół kolonijny tryb życia. Kolonie mogą osiągać ogromne rozmiary. Zwartość kolonii jest tak duża, że zanikają w niej indywidualne cechy osobnicze. Typem larwy charakterystycznej dla tej gromady jest parenchymula lub amfiblastula. Osobnik dojrzały ma budowę typu leukon. Niewielka część gatunków jest bezszkieletowa, jednak większość gatunków ma szkielet zbudowany z igieł krzemionkowych i włókien białkowych, tworzących czasem złożoną sieć. Białkiem tym jest spongina. U kilku rzędów oprócz igieł sponginowych występują też igły zbudowane z krzemionki.
Najbardziej znanym przedstawicielem tej grupy jest gąbka szlachetna (Euspongia officinalis) żyjąca w Morzu Śródziemnym. W Polsce pospolicie występuje nadecznik stawowy (Spongilla lacustris).
Gąbki pospolite pojawiły się w kambrze. W stanie kopalnym spotyka się przede wszystkim Demospongiae o szkielecie sponginowo-krzemionkowym, natomiast gatunki o szkielecie organicznym, a tym bardziej bezszkieletowe są spotykane sporadycznie.
Dawniej wykorzystywane były jako delikatny materiał ścierny w jubilerstwie i optyce.

## Systematyka
Demospongiae dzielone są na następujące rzędy:
- Agelasida
- Axinellida
- Biemnida
- Bubarida
- Chondrillida
- Chondrosiida
- Clionaida
- Dendroceratida
- Desmacellida
- Dictyoceratida
- Haplosclerida
- Merliida
- Poecilosclerida
- Polymastiida
- Scopalinida
- Sphaerocladina
- Spongillida
- Suberitida
- Tethyida
- Tetractinellida
- Trachycladida
- Verongiida